# Programme PILUM

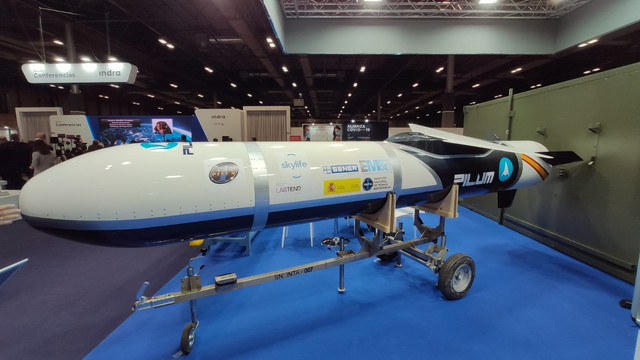
Fusée PILUM au FEINDEF

PILUM est un programme gouvernemental espagnol dont l'objectif est le développement d'un microlanceur de nanosatellites, tiré depuis un avion de combat de type McDonnell Douglas EF-18 Hornet ou Eurofighter 2000, qui devrait pouvoir accueillir des nanosatellites pesant jusqu'à 10 ou 20 kg et les placer en orbite terrestre basse. La possibilité de lancer des charges plus importantes avec une version du même type trimaran est également envisagée. L'acronyme PILUM vient du nom original du programme Proyecto de Investigación de tecnologías para Lanzador, Ubicado en plataforma aérea, de Micro y nano satélites soit « Projet de recherche technologique pour lanceur, situé sur une plate-forme aérienne, de micro et nano satellites ».

## Conception
Le lanceur serait composé de 3 étages avec moteurs-fusées à propergol solide, avec une longueur totale de 5,5 mètres, un diamètre maximal de 0,65 mètre et une masse totale au lancement de 1 500 kg. Le premier étage sera contrôlé par un contrôle aérodynamique avec 3 ailerons. Le contrôle des deuxième et troisième étages se fera par poussée vectorielle pour les lacet et tangage, et des propulseurs à gaz froid pour le roulis.
Le premier lancement est prévu depuis un EF-18 en vol horizontal à une altitude de 10 km et une vitesse de Mach 0,8.
Il permettra d'établir des communications immédiates et sécurisées sur un théâtre d'opérations dans une zone qui ne dispose pas d'infrastructures terrestres adéquates, comme celles touchées par des catastrophes naturelles.
Pilum est un projet mené par l'Institut national de technique aérospatiale (INTA), géré par la Sous-direction générale des systèmes au sol (SDGSISTTER), en collaboration avec un consortium industriel espagnol, avec la participation d'entreprises telles que Escribano M&E (intégrateur principal), Nammo (propulsion), SENER et Skylife Engineering, qui en est à ses débuts et différentes études de faisabilité ont été réalisées par l'Agence spatiale européenne (ESA).

## Développement
En 2019, il était en phase de recherche de financement.
Entre 2020 et 2021, un modèle grandeur nature a été fabriqué et différents sous-systèmes ont été conçus et testés au sol et en vol réel, ainsi que la réalisation de simulations.

## Lancements
Le premier lancement était prévu en 2021 mais en juillet 2023 ne s'est pas encore concrétisé.